# Стіві Шон Ю
Стіві Шон Ю (фр. Steevy Chong Hue, нар. 26 січня 1990, Папеете) — таїтянський футболіст, китаєць за етнічним походженням. Нападник клубу «Дрегон» та національної збірної Таїті.

## Клубна кар'єра
У дорослому футболі дебютував 2009 року виступами за команду клубу «Самін», в якій провів один сезон. 
Своєю грою за цю команду привернув увагу представників тренерського штабу клубу «Дрегон», до складу якого приєднався 2010 року. Відіграв за таїтянську команду наступний сезон. У складі «Дрегона» був одним з головних бомбардирів команди, маючи середню результативність на рівні 0,71 голу за гру першості.
2011 року уклав контракт з бельгійським нижчоліговим клубом «Блєйд». Провівши у Бельгії один рік повернувся до «Дрегона».

## Виступи за збірні
2009 року  залучався до складу молодіжної збірної Таїті. На молодіжному рівні зіграв у 3 офіційних матчах.
2010 року дебютував в офіційних матчах у складі національної збірної Таїті. Наразі провів у формі головної команди країни 24 матчі, забивши 11 голів.
У складі збірної був учасником кубка націй ОФК 2012 року, що проходив на Соломонових Островах і на якому таїтянці вперше в історії здобули титул переможця турніру. Гол Шон Ю, забитий ним на десятій хвилині фінального матчу турніру проти збірної Нової Каледонії, виявився єдиним у грі і приніс збірній Таїті звання найсильнішої збірної Океанії.
Учасник розіграшу Кубка конфедерацій 2013 року, що проходив у Бразилії.

## Досягнення
- Володар Кубка націй ОФК: 2012